# 德拉哈尼夫卡 (特諾皮爾州)
49°30′9″N 25°31′39″E / 49.50250°N 25.52750°E
德拉哈尼夫卡（烏克蘭語：Драганівка）是位於烏克蘭西部特諾皮爾州特諾皮爾區的村莊，始建於1758年，面積31.4平方公里，海拔高度311米，2001年人口931。